# Ор Ісраелов
Ор Алон Ісраелов (івр. אור אלון ישראלוב, нар. 2 вересня 2004, Шохам) — ізраїльський футболіст, захисник клубу «Хапоель» (Тель-Авів).
Виступав за юнацьку збірну Ізраїлю.

## Клубна кар'єра
Народився 2 вересня 2004 року в місті Шохам. Вихованець юнацьких команд «Хапоеля» (Тель-Авів).
У дорослому футболі дебютував 2021 року виступами за головну команду рідного клубу.

## Виступи за збірні
2021 року дебютував у складі юнацької збірної Ізраїлю (U-19), загалом на юнацькому рівні взяв участь у 26 іграх.
2024 року був включений до заявки олімпійської збірної Ізраїлю для участі у футбольному турнірі на тогорічних Олімпійських іграх у Парижі.

## Статистика виступів

### Статистика клубних виступів
Станом на 20 листопада 2023
| Сезон             | Команда               | Чемпіонат         | Чемпіонат | Чемпіонат | Національний кубок | Національний кубок | Національний кубок | Континентальні кубки | Континентальні кубки | Континентальні кубки | Інші змагання | Інші змагання | Інші змагання | Усього | Усього | Усього |
| Сезон             | Команда               | Ліга              | Ігор      | Голів     | Ліга               | Ігор               | Голів              | Ліга                 | Ігор                 | Голів                | Ліга          | Ігор          | Голів         | Ігор   | Голів  |        |
| ----------------- | --------------------- | ----------------- | --------- | --------- | ------------------ | ------------------ | ------------------ | -------------------- | -------------------- | -------------------- | ------------- | ------------- | ------------- | ------ | ------ | ------ |
| 2021–22           | «Хапоель» (Тель-Авів) | ЧІ                | 7         | 0         | КІ+КТ              | 0+1                | 0                  | ЛК                   | 0                    | 0                    | -             | -             | -             | 8      | 0      |        |
| 2022–23           | «Хапоель» (Тель-Авів) | ЧІ                | 16        | 1         | КІ+КТ              | 0+1                | 0                  | ЛК                   | 0                    | 0                    | -             | -             | -             | 17     | 1      |        |
| 2023–24           | «Хапоель» (Тель-Авів) | ЧІ                | 4         | 0         | КІ+КТ              | 0+2                | 0                  |                      | -                    | -                    | -             | -             | -             | 6      | 0      |        |
| Усього за кар'єру | Усього за кар'єру     | Усього за кар'єру | 27        | 1         |                    | 4                  | 0                  |                      | -                    | -                    |               | -             | -             | 31     | 1      |        |